# Horn-kormány
A Horn-kormány Magyarország rendszerváltás utáni harmadik kormánya volt, mely két párt, az MSZP és az SZDSZ koalíciójából jött létre. A koalíció az Országgyűlésben kétharmados többséggel rendelkezett, önként vállalta azonban, hogy a kétharmados törvényeket csak az ellenzékkel való konszenzus megléte esetén módosítja. A kormány 1994. július 15-én tette le a hivatali esküt és az 1998-as választási vereséget követően Horn Gyula miniszterelnök 1998. július 6-áig, a kormány többi tagja július 8 -áig volt hivatalban.

## A kormány tagjai

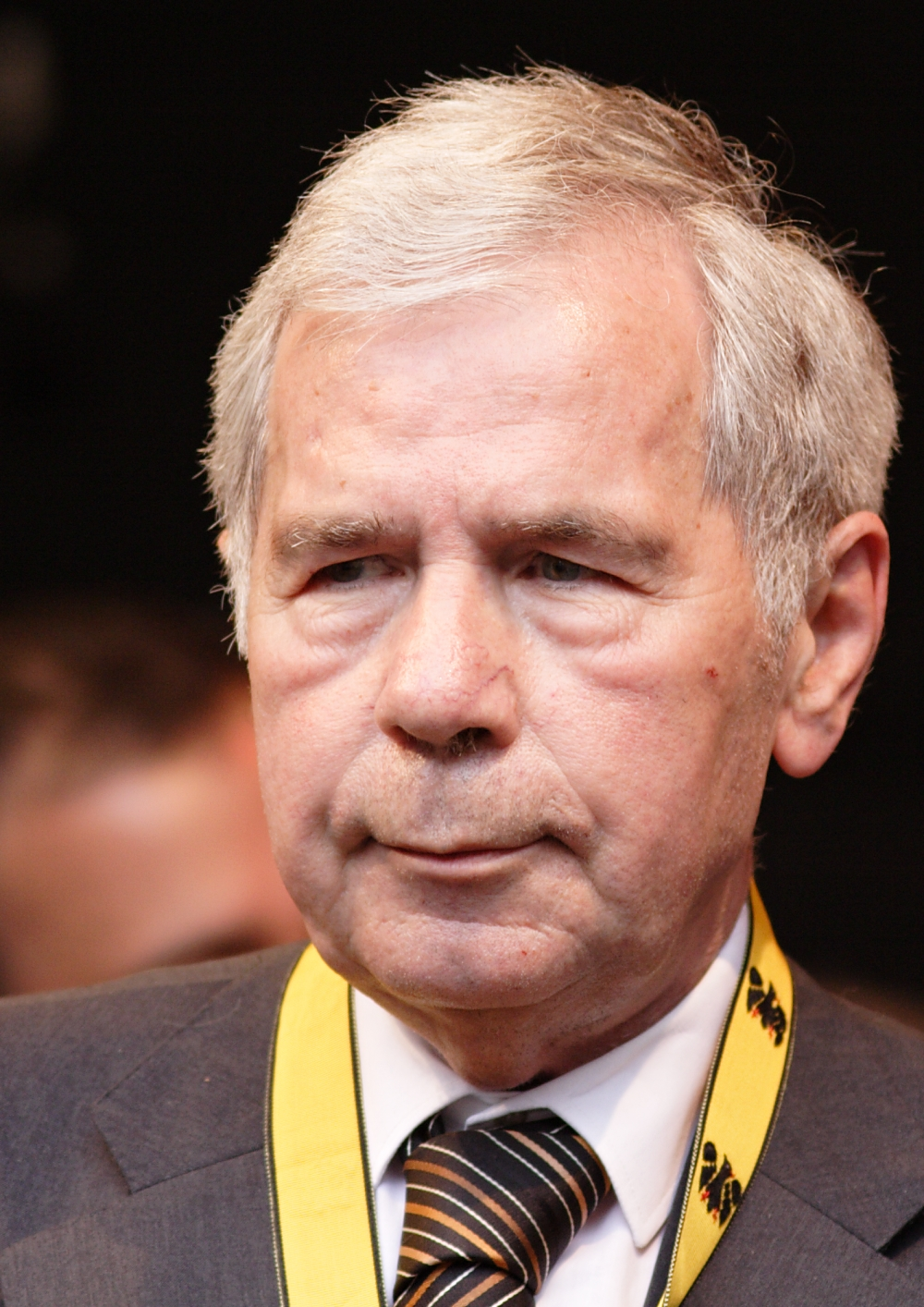
Horn Gyula 2007-ben

| Név                                                                    | hivatal kezdete      | hivatal vége         | párt           | megjegyzés     |
| Miniszterelnök                                                         | Miniszterelnök       | Miniszterelnök       | Miniszterelnök | Miniszterelnök |
| ---------------------------------------------------------------------- | -------------------- | -------------------- | -------------- | -------------- |
| Horn Gyula                                                             | 1994. július 15.     | 1998. július 6.      | MSZP           |                |
| Belügyminiszter                                                        |                      |                      |                |                |
| Kuncze Gábor                                                           | 1994. július 15.     | 1998. július 7.      | SZDSZ          |                |
| Külügyminiszter                                                        |                      |                      |                |                |
| Kovács László                                                          | 1994. július 15.     | 1998. július 15.     | MSZP           |                |
| Pénzügyminiszter                                                       |                      |                      |                |                |
| Békesi László                                                          | 1994. július 15.     | 1995. február 28.    | MSZP           |                |
| Bokros Lajos                                                           | 1995. február 28.    | 1996. február 29.    | MSZP           |                |
| Medgyessy Péter                                                        | 1996. február 29.    | 1998. július 7.      | pártonkívüli   |                |
| Ipari és kereskedelmi miniszter                                        |                      |                      |                |                |
| Pál László                                                             | 1994. július 15.     | 1995. július 15.     | MSZP           |                |
| Dunai Imre                                                             | 1995. július 15.     | 1996. szeptember 5.  | pártonkívüli   |                |
| Suchman Tamás                                                          | 1996. szeptember 5.  | 1996. október 15.    | MSZP           |                |
| Fazakas Szabolcs                                                       | 1996. október 15.    | 1998. július 7.      | pártonkívüli   |                |
| Földművelésügyi miniszter                                              |                      |                      |                |                |
| Lakos László                                                           | 1994. július 15.     | 1996. december 15.   | MSZP           |                |
| Nagy Frigyes                                                           | 1996. december 15.   | 1998. július 7.      | MSZP           |                |
| Igazságügy-miniszter                                                   |                      |                      |                |                |
| Vastagh Pál                                                            | 1994. július 15.     | 1998. július 7.      | MSZP           |                |
| Népjóléti miniszter                                                    |                      |                      |                |                |
| Kovács Pál                                                             | 1994. július 15.     | 1995. március 17.    | MSZP           |                |
| Szabó György                                                           | 1995. március 17.    | 1996. november 30.   | MSZP           |                |
| Kökény Mihály                                                          | 1996. november 30.   | 1998. július 7.      | MSZP           |                |
| Művelődési és közoktatási miniszter                                    |                      |                      |                |                |
| Fodor Gábor                                                            | 1994. július 15.     | 1995. december 31.   | SZDSZ          |                |
| Magyar Bálint                                                          | 1995. december 31.   | 1998. július 7.      | SZDSZ          |                |
| Munkaügyi miniszter                                                    |                      |                      |                |                |
| Kósáné Kovács Magda                                                    | 1994. július 15.     | 1995. november 30.   | MSZP           |                |
| Kiss Péter                                                             | 1995. november 30.   | 1998. július 7.      | MSZP           |                |
| Honvédelmi miniszter                                                   |                      |                      |                |                |
| Keleti György                                                          | 1994. július 15.     | 1998. július 7.      | MSZP           |                |
| Környezetvédelmi és területfejlesztési miniszter                       |                      |                      |                |                |
| Baja Ferenc                                                            | 1994. július 15.     | 1998. július 7.      | MSZP           |                |
| Közlekedési, hírközlési és vízügyi miniszter                           |                      |                      |                |                |
| Lotz Károly                                                            | 1994. július 15.     | 1998. július 7.      | SZDSZ          |                |
| A titkosszolgálatokért felelős tárca nélküli miniszter                 |                      |                      |                |                |
| Katona Béla                                                            | 1994. július 15.     | 1995. március 31.    | MSZP           |                |
| Nikolits István                                                        | 1995. március 31.    | 1998. július 7.      | MSZP           |                |
| Privatizációért felelős tárcanélküli miniszter (1995. március 1-jétől) |                      |                      |                |                |
| Suchman Tamás                                                          | 1995. március 1.     | 1996. szeptember 15. | MSZP           |                |
| Csiha Judit                                                            | 1996. szeptember 15. | 1998. július 7.      | MSZP           |                |